# هانز فرديناند ماير
هانز فرديناند ماير (بالألمانية: Hans Ferdinand Mayer)‏ (و. 1895 – 1980 م) هو رياضياتي، وفيزيائي، وأستاذ جامعي من ألمانيا . ولد في بفورتسهايم .
توفي في ميونخ ، عن عمر يناهز 85 عاماً.

## التعليم
تعلم في جامعة هايدلبرغ

## مناصب وهيئات
أدار جامعة كورنيل.